# Elis Šlezingrová
Elis Šlezingrová (Alice Schlesingerová) (* 26. květen 1988 Kfar Saba, Izrael) je původem izraelská zápasnice–multistylařka, především judista, sambistka, která od roku 2015 reprezentuje Spojené království.

## Sportovní kariéra
Vyrůstala v Herzliji, kde začala s judem v 7 letech. Od malička je majitelkou Britského pasu díky své matce Nicky, která přišla do Izraela ze Spojeného království jako kibucový dobrovolník. Od 14 let se judu věnovala v Netanji na internátní škole Wingate a později trénovala v klubu Samurai-do v Rišon le-Cijonu. V izraelské seniorské reprezentaci se pohybovala od svých 16 let. Připravuje se pod vedením Pavla Musina. V roce 2008 se třetím místem na mistrovství Evropy v Lisabonu kvalifikovala na olympijské hry v Pekingu. V Pekingu nestačila v úvodním kole na Francouzku Lucii Décosseovou. Od roku 2010 bojovala o post reprezentační jedničky v polostřední váze do 63 kg s Jarden Džerbiovou.
V roce 2012 se kvalifikovala na olympijské hry v Londýně a uspěla v izraelské nominaci na úkor Džerbiové. Na olympijských hrách v Londýně se probojovala do čtvrtfinále, kde nestačila v boji na zemi na Slovinsku Uršku Žolnirovou a obsadila 7. místo. Po olympijských hrách se dostala do sporu s Izraelským judistickým svazem, který jí navrhoval přesun do vyšší střední váhy. Konflikt vyústil až v pozastavení činnosti na dva roky než mohla reprezentovat jinou zemi. V období let 2013 až 2014 se věnovala příbuzným vestovým úpolovým sportům. V sambu a kuraši vybojovala pro Izrael tituly mistryně světa. Od roku 2015 se dohodla na reprezentování Spojeného království, rodné země své matky. V roce 2016 se kvalifikovala na olympijské hry v Riu. Ve druhém kole proti Nizozemce Anicce van Emdenové se hned v úvodu dopustila taktické chyby vyšlápnutí z tatami a ztrátu na šido do konce hrací doby nesmazala.
Elis Šlezingr je levoruká judistka, představitelka silového juda s krásnými hody goši-waza z boje na blízko a strhy makikomi.

### Vítězství
- 2010 - 2x světový pohár (Tallinn, Baku)
- 2011 - 3x světový pohár (Baku, Lisabon, Taškent)
- 2012 - 1x světový pohár (Moskva)
- 2015 - 1x světový pohár (Düsseldorf)
- 2016 - 1x světový pohár (Baku)
- 2017 - 1x světový pohár (Baku)

## Výsledky

### Judo
| Olympijské hry     | —   |     |     |     | úč. |    |     |     | 7. |   |   |     | úč. |     |     |    |  |  |  |  |  |  |  |  |  |  |  |
| Mistrovství světa  |     | úč. |     | úč. |     | 3. | 5.  | úč. |    | — | — | úč. |     | úč. | úč. |    |  |  |  |  |  |  |  |  |  |  |  |
| Evropské hry       |     |     |     |     |     |    |     |     |    |   |   | úč. |     |     |     | 2. |  |  |  |  |  |  |  |  |  |  |  |
| Mistrovství Evropy | úč. | úč. | úč. | úč. | 3.  | 3. | úč. | 5.  | 3. | — | — | úč. | úč. | 3.  | 5.  | 2. |  |  |  |  |  |  |  |  |  |  |  |
| ME do 23 let       | —   | —   | —   | —   | —   | 1. | —   |     |    |   |   |     |     |     |     |    |  |  |  |  |  |  |  |  |  |  |  |
| MS juniorů         | 3.  |     | 5.  |     |     |    |     |     |    |   |   |     |     |     |     |    |  |  |  |  |  |  |  |  |  |  |  |
| ME juniorů         | 7.  | 3.  | 2.  | 1.  |     |    |     |     |    |   |   |     |     |     |     |    |  |  |  |  |  |  |  |  |  |  |  |
| ME dorostenců      | 1.  |     |     |     |     |    |     |     |    |   |   |     |     |     |     |    |  |  |  |  |  |  |  |  |  |  |  |

### Sambo
| Turnaj                           | 2013          | 2014          |
| Turnaj                           | 25            | 26            |
| Turnaj                           | lehká střední | lehká střední |
| -------------------------------- | ------------- | ------------- |
| Mistrovství světa                | 1.            | 1.            |
| Mistrovství Evropy               | —             | 1.            |
| Univerziáda                      | 1.            |               |
| Světové hry v úpolových sportech | 3.            |               |